# Garanti Koza WTA Tournament of Champions 2013
El WTA Tournament of Champions 2013, conegut oficialment com a Garanti Koza WTA Tournament of Champions 2013, o també Torneig de Sofia 2013, és un esdeveniment de tennis femení sobre pista dura que conclou la temporada dels torneigs International Tournaments de la WTA. La cinquena edició del torneig es va celebrar entre el 29 d'octubre i el 3 de novembre de 2013 a l'Arena Armeets de Sofia, Bulgària.
La tennista romanesa Simona Halep va arrodonir una magnífica temporada guanyant el sisè títol de l'any, la segona tennista amb més títols individuals guanyats l'any 2013 després de Serena Williams.

## Sistema de classificació
A aquest torneig només hi tenen accés les 8 tennistes millor classificades en la Cursa de Campiones de l'any 2013 que com a mínim hagin guanyat un títol individual de la categoria International Tournaments i que no participin en la Copa Masters femenina celebrada a Istanbul, però l'organització es reserva el dret de canviar dues participants per invitacions pròpies (wild cards).
En aquesta edició del torneig es va canviar el format de competició, ja que inicialment es disputava per eliminatòries i en aquesta edició es va imitar el sistema del Copa Masters de Round Robin, amb dos grups de quatre tennistes. Cada tennista havia de disputar un partit amb les tres restants del grup i les dues millors de cada grup avançaven a semifinals, la primera d'un grup contra la segona de l'altre grup. La vencedores d'ambdues semifinals disputaven la final del torneig.
La guanyadora del torneig tindria una recompensació econòmica addicional d'un milió de dòlars si almenys hagués guanyat tres torneigs de la categoria International Tournaments, però en aquesta edició no es va donar aquest cas en cap tennista.

## Jugadores

### Torneigs
Tennistes que van aconseguir algun títol individual de la categoria International Tournaments l'any 2013.
| Jugadora                  | Títols                              |
| ------------------------- | ----------------------------------- |
| Alizé Cornet              | Estrasburg                          |
| Marina Erakovic           | Memphis                             |
| Sara Errani               | Acapulco                            |
| Simona Halep              | Nuremberg 's-Hertogenbosch Budapest |
| Daniela Hantuchová        | Birmingham                          |
| Jelena Janković           | Bogotà                              |
| Bojana Jovanovski         | Taixkent                            |
| Angelique Kerber          | Linz                                |
| Maria Kirilenko           | Pattaya                             |
| Li Na                     | Shenzhen                            |
| Yvonne Meusburger         | Bad Gastein                         |
| Monica Niculescu          | Florianópolis                       |
| Anastassia Pavliutxénkova | Monterrey Oeiras                    |
| Karolína Plíšková         | Kuala Lumpur                        |
| Agnieszka Radwańska       | Auckland Seül                       |
| Magdaléna Rybáriková      | Washington DC                       |
| Lucie Šafářová            | Ciutat del Quebec                   |
| Francesca Schiavone       | Marràqueix                          |
| Samantha Stosur           | Osaka                               |
| Elina Svitolina           | Bakú                                |
| Ielena Vesninà            | Hobart                              |
| Roberta Vinci             | Katowice Palerm                     |
| Serena Williams           | Bastad                              |
| Caroline Wozniacki        | Luxemburg                           |
| Zhang Shuai               | Canton                              |

- En verd les tennistes classificades per disputar WTA Tour Championships 2013, les deu millors tennistes del rànquing femení individual i les cinc millors parelles en el rànquing de dobles.
- En vermell les tennistes que renuncien a participar en el torneig.
- En blau les tennistes que renuncien a participar en el torneig per disputar la final de la Fed Cup 2013, ja que se celebra durant la mateixa setmana.

### Classificades
| Rànquing | Rànquing WTA | Jugadora                  | Títols |
| -------- | ------------ | ------------------------- | ------ |
| 1        | 14           | Simona Halep              | 3      |
| 2/WC     | 16           | Ana Ivanović              | 0      |
| 3        | 18           | Maria Kirilenko           | 1      |
| 4        | 19           | Samantha Stosur           | 1      |
| 5        | 25           | Ielena Vesninà            | 1      |
| 6        | 26           | Anastassia Pavliutxénkova | 2      |
| 7        | 27           | Alizé Cornet              | 1      |
| 8/WC     | 118          | Tsvetana Pironkova        | 0      |
| S1       | 40           | Elina Svitolina           | 1      |
| S2       | 51           | Yvonne Meusburger         | 1      |

## Fase grups

### GrupSerdika
| Pos. | Rq | Jugadora                  | V | D | Sets  | Jocs    |
| ---- | -- | ------------------------- | - | - | ----- | ------- |
| 1    | 1  | Simona Halep              | 3 | 0 | 6 – 0 | 36 – 16 |
| 2    | 6  | Anastassia Pavliutxénkova | 2 | 1 | 4 – 2 | 30 – 22 |
| 3    | 7  | Alizé Cornet              | 1 | 2 | 0 – 4 | 17 – 24 |
| 4    | 9  | Elina Svitolina           | 0 | 2 | 0 – 4 | 8 – 24  |
| R    | 3  | Maria Kirilenko           | 0 | 1 | 0 – 0 | 0 – 5   |

|     |                                 | Simona Halep         | Maria Kirilenko Elina Svitolina | Anastassia Pavliutxénkova | Alizé Cornet              |
| 1   | Simona Halep                    |                      | 6−1, 6−1 (Svitolina)            | 6−3, 6−3                  | 6−4, 6−4                  |
| 3 9 | Maria Kirilenko Elina Svitolina | 1−6, 1−6 (Svitolina) |                                 | 2−6, 4−6 (Svitolina)      | 0−5, retirada (Kirilenko) |
| 6   | Anastassia Pavliutxénkova       | 3−6, 3−6             | 6−2, 6−4 (Svitolina)            |                           | 6−2, 6−2                  |
| 7   | Alizé Cornet                    | 4−6, 4−6             | 5−0, retirada (Kirilenko)       | 2−6, 2−6                  |                           |

### GrupSredetz
| Pos. | Rq | Jugadora           | V | D | Sets  | Jocs    |
| ---- | -- | ------------------ | - | - | ----- | ------- |
| 1    | 4  | Samantha Stosur    | 2 | 1 | 5 – 2 | 33 – 28 |
| 2    | 2  | Ana Ivanović       | 2 | 1 | 5 – 3 | 45 – 27 |
| 3    | 5  | Ielena Vesninà     | 2 | 1 | 5 – 3 | 38 – 36 |
| 4    | 8  | Tsvetana Pironkova | 0 | 3 | 1 – 6 | 15 – 40 |

|   |                    | Ana Ivanović     | Samantha Stosur | Ielena Vesninà   | Tsvetana Pironkova |
| 2 | Ana Ivanović       |                  | 6−2, 5−7, 6−2   | 4−6, 6−3, 6−7(1) | 6−0, 6−2           |
| 4 | Samantha Stosur    | 2−6, 7−5, 2−6    |                 | 6−3, 6−3         | 6−1, 6−4           |
| 5 | Ielena Vesninà     | 6−4, 3−6, 7−6(1) | 3−6, 3−6        |                  | 6−2, 4−6, 6−0      |
| 8 | Tsvetana Pironkova | 0−6, 2−6         | 1−6, 4−6        | 2−6, 6−4, 0−6    |                    |

## Fase final
|  | Semifinals | Semifinals      | Semifinals      | Semifinals | Semifinals |   |                           | Final        | Final | Final | Final | Final |
|  |            |                 |                 |            |            |   |                           |              |       |       |       |       |
|  | 1          | Simona Halep    | 2               | 6          | 6          |   |                           |              |       |       |       |       |
|  | 2          | Ana Ivanović    | 6               | 1          | 3          |   |                           |              |       |       |       |       |
|  | 2          | Ana Ivanović    | 6               | 1          | 3          |   | 1                         | Simona Halep | 2     | 6     | 6     |       |
|  |            |                 |                 |            |            |   | 1                         | Simona Halep | 2     | 6     | 6     |       |
|  |            | 4               | Samantha Stosur | 6          | 2          | 2 |                           |              |       |       |       |       |
|  | 6          | 4               | Samantha Stosur | 6          | 2          | 2 | Anastassia Pavliutxénkova | 1            | 6     | 3     |       |       |
|  | 6          |                 |                 |            |            |   | Anastassia Pavliutxénkova | 1            | 6     | 3     |       |       |
|  | 4          | Samantha Stosur | 6               | 1          | 6          |   |                           |              |       |       |       |       |

## Premis i punts
| Ronda                     | Premi (US$)  | Punts    |
| ------------------------- | ------------ | -------- |
| Campiona                  | RR + 190.000 | RR + 195 |
| Finalista                 | RR + 65.000  | RR + 75  |
| Semifinalista             | RR + 10.000  | RR       |
| Round Robin (3 victòries) | 80.000       | 180      |
| Round Robin (2 victòries) | 65.000       | 145      |
| Round Robin (1 victòria)  | 50.000       | 110      |
| Round Robin (0 victòries) | 35.000       | 75       |
| Suplent                   | 7.500        | 75       |

- RR representa els punts i els diners aconseguits en la fase de grups (Round Robin).
- Per cada partit disputat en la fase de grups s'aconsegueixen 25 punts automàticament i per cada victòria, 35 punts més.